# Aleksandr Chloponin

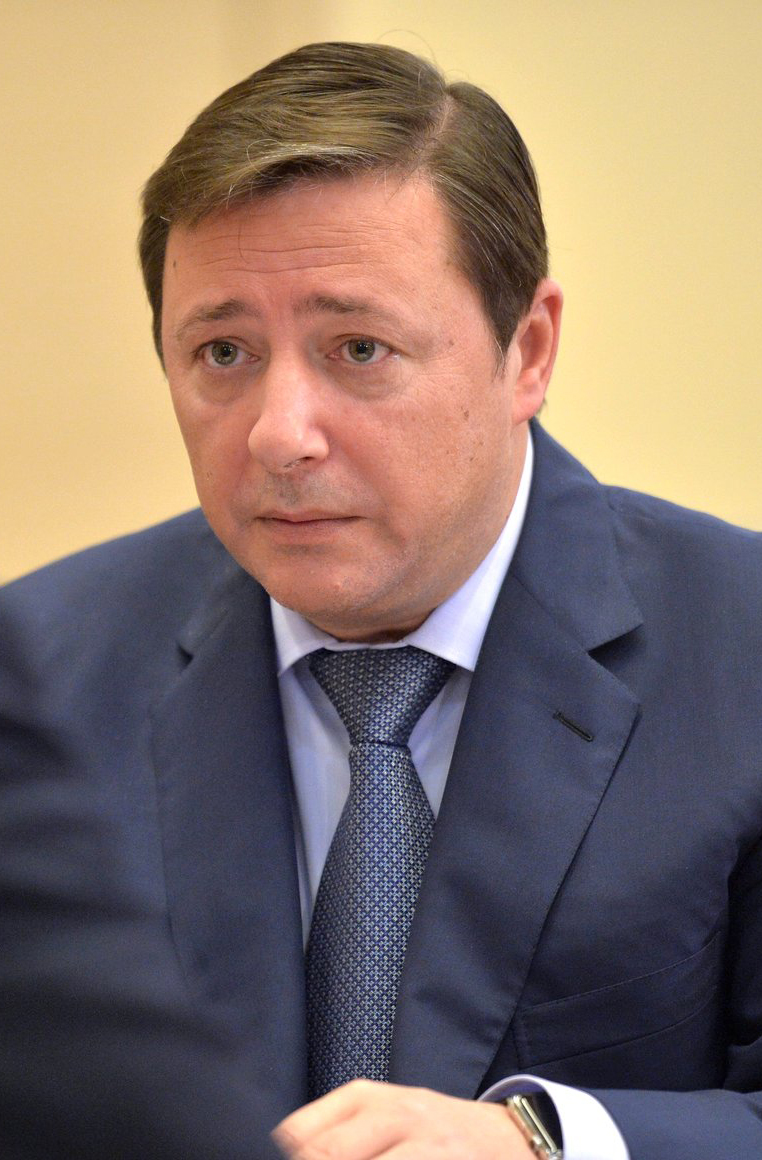
Aleksandr Chloponin, 2015.

Aleksandr Gennadjevitj Chloponin, ryska: Алекса́ндр Генна́дьевич Хлопо́нин, född 6 mars 1965 i Colombo i Ceylon (nu Sri Lanka), är en rysk företagsledare och politiker.
Han var vice rysk premiärminister mellan 19 januari 2010 och 7 maj 2018 och som den ryska presidentens representant för Nordkaukasiska federala distriktet mellan 19 januari 2010 och 12 maj 2014. Chloponin har också varit guvernör för Tajmyrien mellan 21 februari och 10 oktober 2001 samt för Krasnojarsk kraj mellan 3 oktober 2002 och 19 januari 2010. Innan han blev politiker tjänstgjorde han i den Röda armén och arbetade bland annat på banken Vnesjekonombank och metallproducenten Nornickel.
Han avlade en kandidatexamen inom området finans vid Finansovyj Universitet Pri Pravitelstve Rossijskoj Federatjii
Chloponin äger superyachten Eminence, som han köpte från den amerikanska affärsmannen Herb Chambers.